# Жубрино
Жубрино — деревня в Бабушкинском муниципальном районе Вологодской области (Россия) на реке Енгиш.
Деревня является центром Жубрининского сельсовета, с 1 января 2006 года — Жубрининского сельского поселения. 8 апреля 2009 года Жубрининское поселение вошло в состав Рослятинского сельского поселения.
Расстояние до районного центра села имени Бабушкина по автодороге — 82 км, до центра муниципального образования Рослятино по прямой — 5 км. Ближайшие населённые пункты — Полюдово, Лиственка, Попово.
Население по данным переписи 2002 года — 231 человек (120 мужчин, 111 женщин). Преобладающая национальность — русские (99 %).

## История
Деревня Жубрино Южской волости упоминается в источниках XVIII века. Название происходит от прозвища Жубря. В севернорусских говорах жубря — тот, кто медленно жуёт из-за отсутствия зубов, жуберко — прозвище хилого человека.

## Организации
- МОУ «Жубринская начальная школа-детский сад». Ученики более старшего возраста учатся в Рослятино;
- библиотека;
- дом культуры. Год постройки — 1979. Имеются зал на 250 мест, киноустановка, 2 кружковых комнаты, танцевальный зал в фойе, музей. Основные направления в работе: художественная самодеятельность, прикладное народное творчество, работа с детьми.

## Галерея

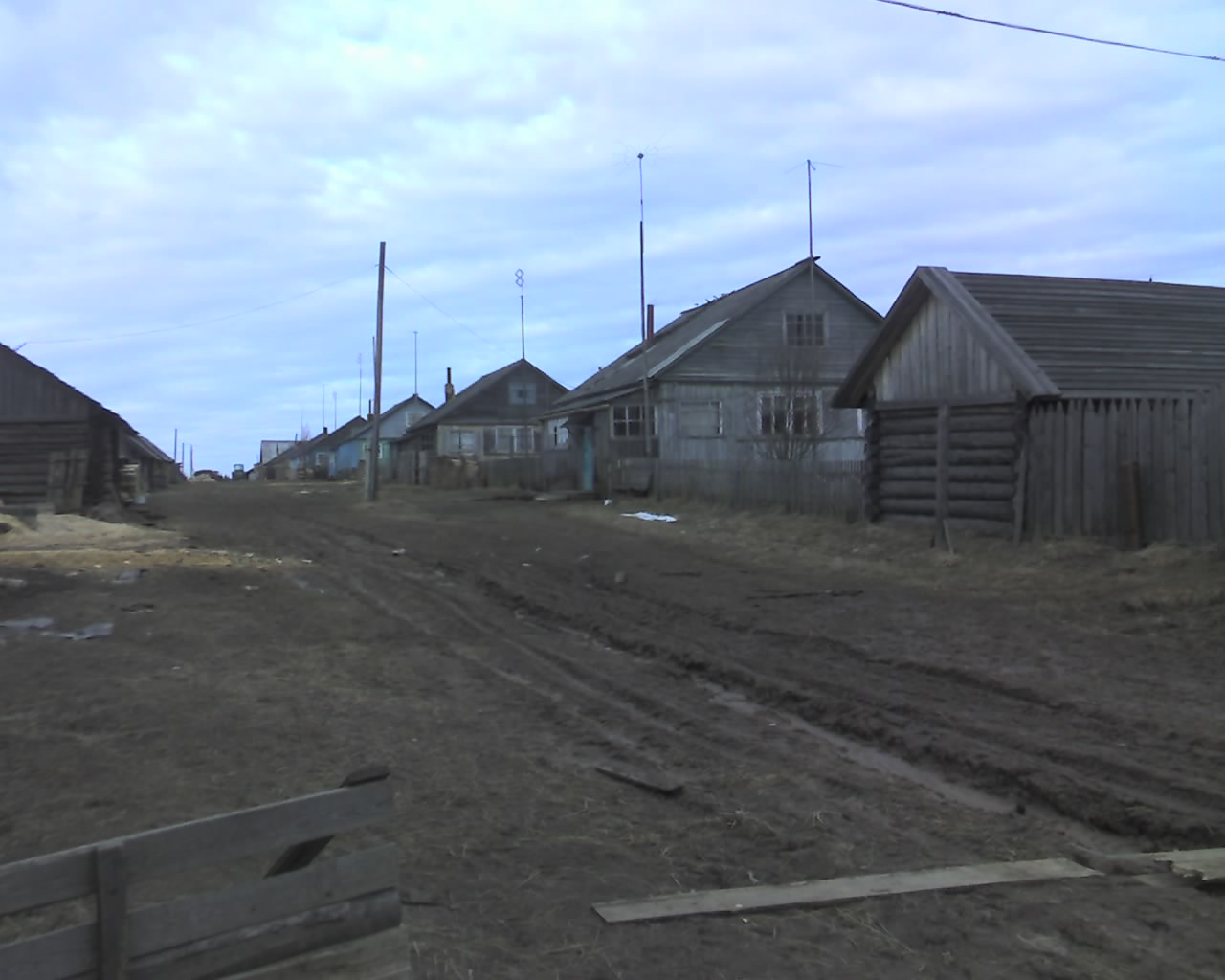
Жубрино
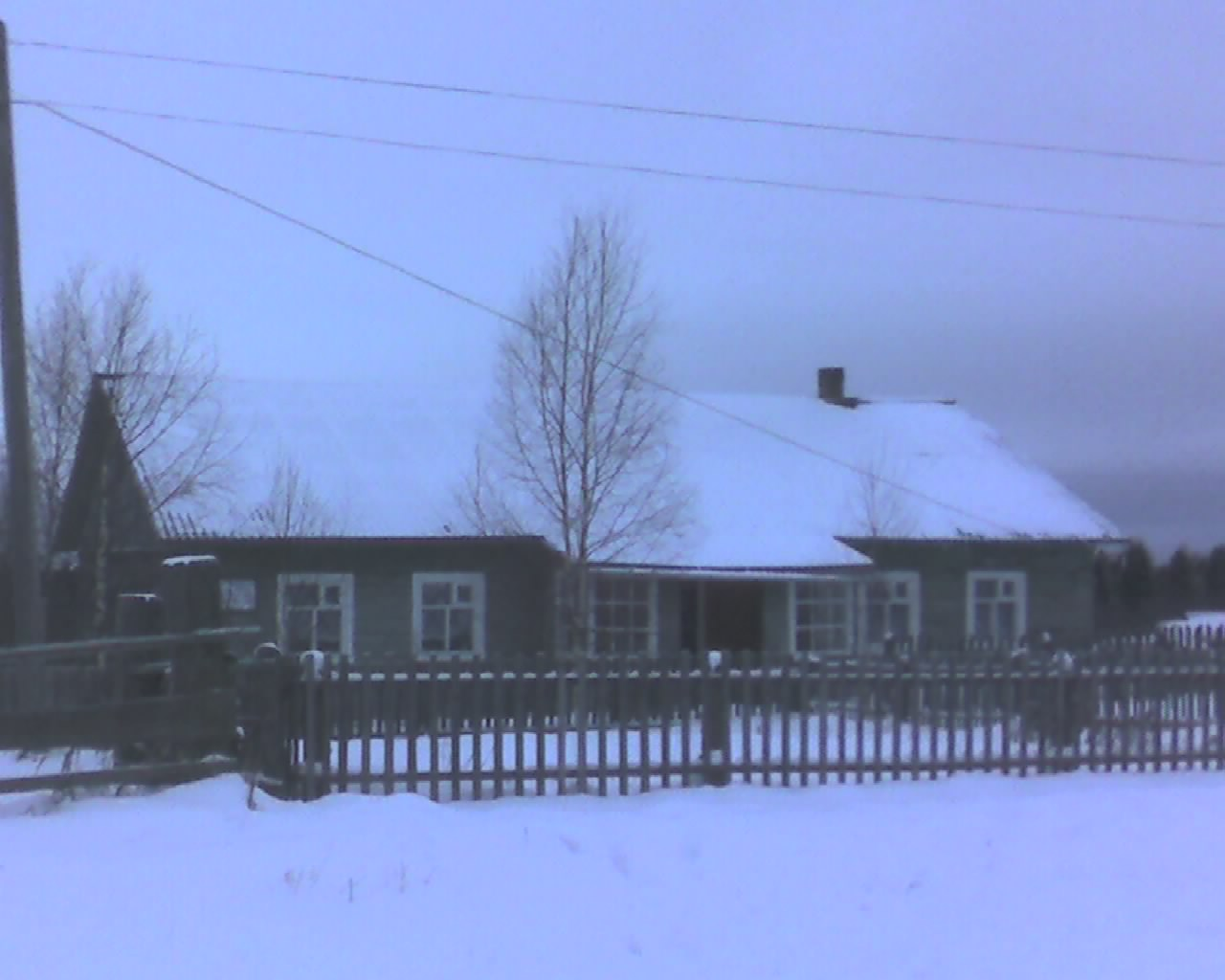
Школа
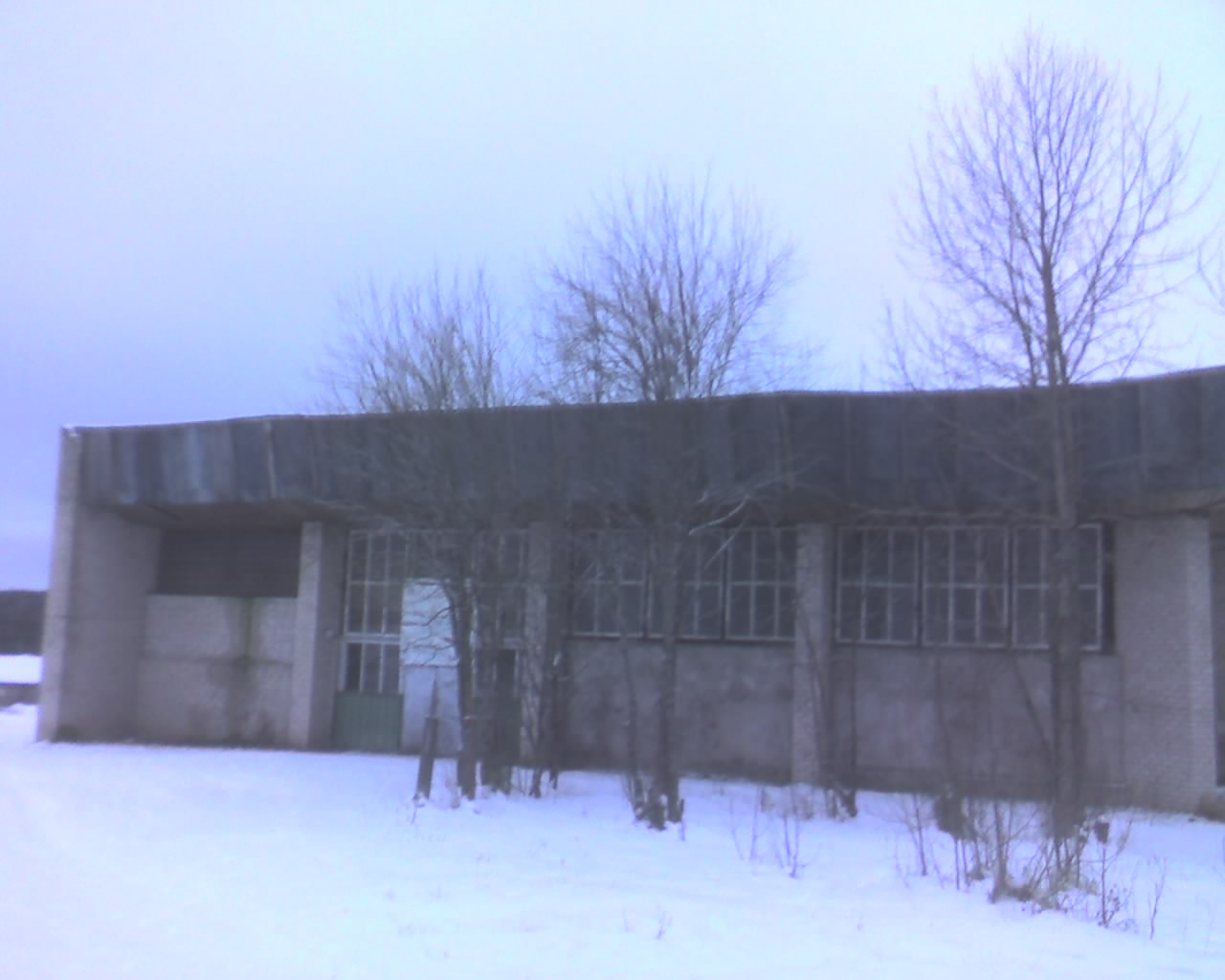
Дом культуры